# Emel Aykanat
Emel Aykanat (8 juni 1975), ook bekend als Emel, is een Turks-Zwitsers zangeres. Haar grootste succes was de single Somebody Dance With Me in samenwerking met DJ BoBo.

## Biografie
Op 17-jarige leeftijd toerde ze als achtergrondzangeres bij Six Was Nine, een Duitse pop and soul band, door Europa.
Aykanats eerste succes was de vrouwelijke stem bij het lied Somebody Dance With Me door DJ BoBo. Haar eerste album, Can we Talk, werd uitgebracht in 1996 en bereikte de 26ste plek in de Zwitserse hitlijst. In 2001 maakte de zangeres een duet met de rapper Bligg, hun in het Zwitsersduits gezongen plaat "Alles schomal ghört" bereikte de 7e plek in de Zwitserse hitparade.
In 2004 gaf Aykanat de Zwitserse punten door bij het Eurovisiesongfestival 2004. Aykanat maakte ook deel uit van de Zwitserse jury bij het Eurovisiesongfestival 2009.
Haar laatste album Come into my life was het eerste Duitstalige album.
In 2011 deed ze een gooi om Zwitserland te vertegenwoordigen bij het Eurovisiesongfestival 2012. Tijdens de nationale finale zong ze het nummer She. Ze werd uiteindelijk 11de op 14 deelnemers.

## Discografie

### Singles
- 1996: Sunshine
- 1997: On And On
- 1999: Everything
- 2001: Alles scho mal ghört (with Bligg)
- 2008: Wenn es regnet
- 2011: She

### Albums
- 1996: Can We Talk
- 1999: Free
- 2007: Komm in mein Leben

- Gemeinsame Normdatei: 134912063
- International Standard Name Identifier: 0000 0000 5732 6483
- Library of Congress Control Number: n2019001968
- MusicBrainz: ba6c5aea-3aa0-45a4-8664-17ab2a29e529
- Virtual International Authority File: 79851285
- WorldCat: E39PBJgMCymvPRC76vcfPK6VG3